# Червоний Барон (фільм)
«Червоний Барон» (нім. Der Rote Baron) — німецький біографічний фільм (2008) року, що розповідає про життя найкращого пілота Першої світової війни, аса з асів, барона Манфреда фон Ріхтгофена.

## Сюжет
В основу сюжету фільму лягли реальні факти з історії Першої світової війни і життя барона Манфреда фон Ріхтгофена.

Дії розгортаються в 1914—1918 роках.

Фільм показує як війна перетворила Ріхтгофена з молодого нахабного юнака на справжнього чоловіка, як змінилася його думка про війну — від усього лише веселої гри до її справжнього обличчя — безглуздої, кривавої м'ясорубки.

## У ролях
- Маттіас Швайгхефер — Манфред фон Ріхтгофен
- Ліна Гіді — медсестра Käte
- Тіль Швайґер — Вернер Фосс
- Фолькер Брух — Лотар фон Ріхтгофен
- Джозеф Файнс — Рой Браун
- Ганно Коффлер — Лехманн